# 크리스 마셜
크리스 마셜(Kris Marshall, 1973년 4월 1일 ~ )은 잉글랜드의 배우이다.

## 출연 작품
- 파더 크리스마스 이즈 백 (2021)
- 헤드샵 (2018)
- 네 얼간이와 장례식 (2017)
- 데스 인 파라다이스 4 (2015)
- 마지막 파티 (2012)
- 오카 (2011)
- 트래픽 라이트 (2011)
- 멘투비 (2010)
- 호텔 칼레도니아 (2010)
- 이지 버츄 (2008)
- Mr. 후 아 유 (2007)
- 프리 지미 (2006)
- 베니스의 상인 (2004) - 크리스티아노 역
- 러브 액츄얼리 (2003)
- 닥터 지바고 (2002)
- 포 페더스 (2002)
- 데스워치 (2002)
- 아이리스 (2001)
- 메트로폴리스 (2000)
- 쥬땜므 존 웨인 (2000)
- 클로징 넘버스 (1993)